# The WELL
The Whole Earth 'Lectronic Link, comumente abreviado para The WELL, é uma comunidade virtual lançada em 1985, hoje uma das mais antigas em operação contínua. Um artigo de 1997 na revista Wired chama o WELL de "a comunidade online mais influente do mundo". Em 1993, tinha 7.000 membros, uma equipe de 12 pessoas e uma receita bruta anual de US$ 2 milhões. Em 2012, quando foi colocado à venda pela última vez, tinha 2.693 membros. O WELL é mais conhecido por seus fóruns, organizados em conferências, mas também oferece e-mail, contas shell e hospedagem de páginas. Usuários anônimos não são permitidos.

## História
O WELL foi fundado por Stewart Brand e Larry Brilliant em 1985. O nome segue a nomenclatura de projetos anteriores de Brand, incluindo o Whole Earth Catalog. Inicialmente, 50% do WELL pertencia a The Point Foundation, editores do Whole Earth Catalog e Whole Earth Review, e 50% pertencia a NETI Technologies, empresa da qual Larry Brilliant era presidente. Seus primeiros gestores – Matthew McClure, Cliff Figallo e John Coate – atuaram em colaboração com usuários para fortalecer um senso de comunidade virtual. McClure, Coate e Figallo eram todos veteranos de uma comunidade intencional chamada The Farm.
John Coate deixou o WELL para trabalhar na criação do SFGate, o primeiro site do San Francisco Chronicle. Em 1991, Figallo contratou Gail Ann Williams como gerente de comunidade.
Em 1992, Cliff Figallo também deixou seu emprego no WELL e um membro de longa data, Maurice Weitman, foi contratado como gerente geral. A carta de demissão de Figallo cita mudanças na abordagem da empresa: "Me identifico demais com a atitude permissiva e flexível que fez parte do crescimento do WELL, o que me impede de presidir um regime mais restritivo."

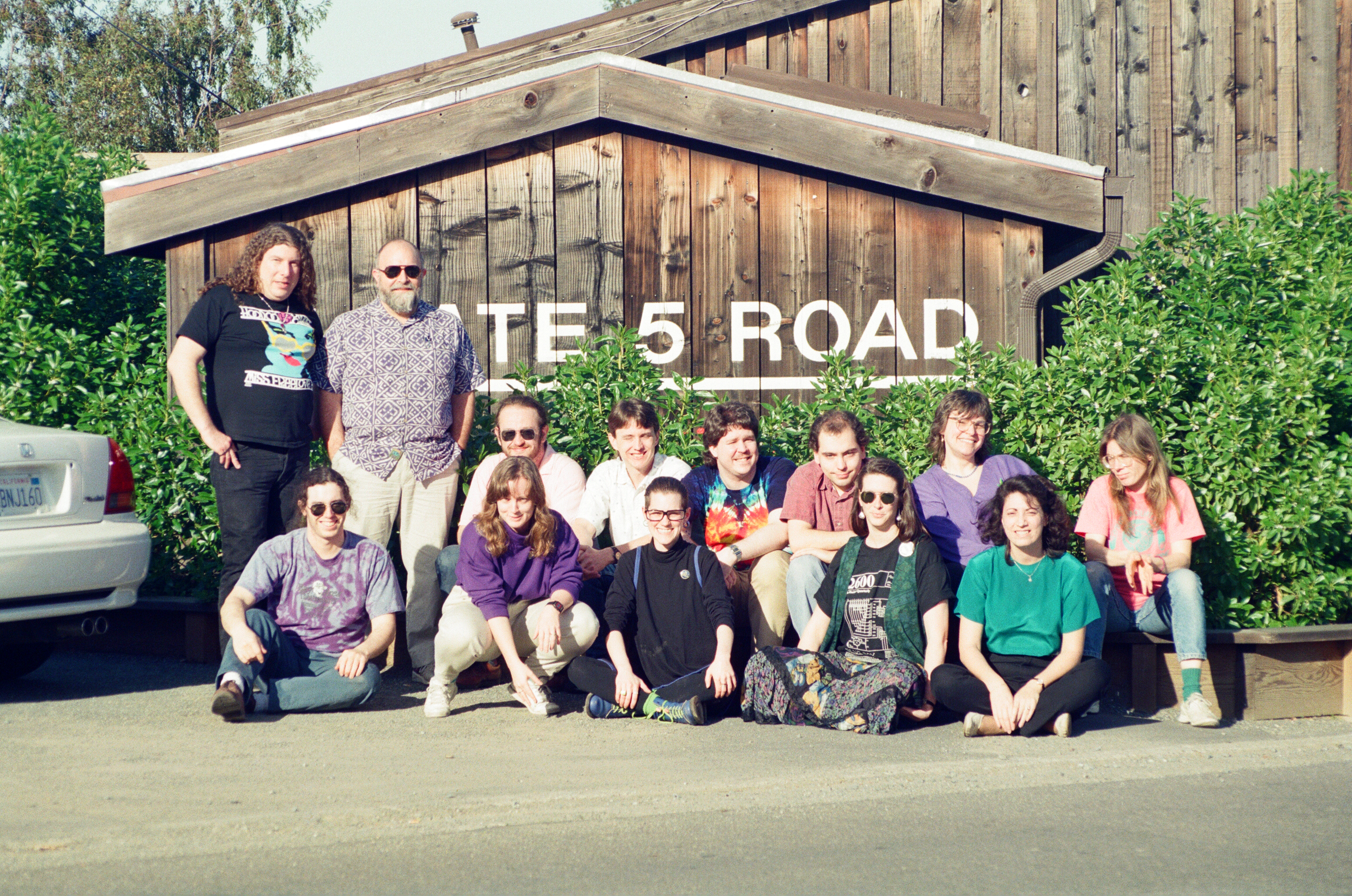
Equipe do The WELL em 7 de março de 1993, em 27 Gate Five Road, Sausalito, Califórnia

De 1994 a 1999, o WELL foi propriedade de Bruce R. Katz, fundador da fabricante de calçados Rockport. Katz atualizou a infraestrutura e contratou novos funcionários, mas seus planos de franquear o WELL eram polêmicos entre os membros. "Houve uma incompatibilidade de comunicação", escreveu Howard Rheingold.
Em abril de 1999, o WELL foi adquirido pela Salon. Muitos dos fundadores da publicação eletrônica eram membros ativos, incluindo Scott Rosenberg. Conforme reportado na revista Wired, "Essa ação que surpreendeu a muitos ... renova a credibilidade da Salon ao vinculá-la diretamente a uma comunidade exclusiva com dezenas de artistas, escritores, pensadores, cientistas, programadores e visionários."
Em agosto de 2005, a Salon anunciou que estava tentando vender o WELL e pretendia se concentrar em outras áreas. Em novembro de 2006, foi anunciado: "Como a Salon não encontrou um comprador adequado, foi decidido que é atualmente do interesse da empresa manter este negócio e, portanto, quaisquer esforços para vender o WELL estão suspensos."
Em junho de 2012, a Salon anunciou mais uma vez que estava procurando um comprador para o WELL, já que sua base de assinantes "não trazia promessa financeira". A Salon também anunciou que estava em negociações com diversas partes interessadas em comprar o domínio well.com e que já havia demitido o restante da equipe do WELL  em maio. Membros, então, levantaram recursos financeiros para assumir o controle do WELL e recontratar funcionários necessários.
Em setembro de 2012, a Salon vendeu o WELL para uma nova empresa, chamada The WELL Group, de propriedade de onze investidores, todos membros de longa data. O preço de venda relatado foi US$400.000. Membros não participam oficialmente da gestão, mas “podem ... voltar a fazer o que fazem de melhor: conversar. E reclamar da gestão." O primeiro CEO foi Earl Crabb, que morreu em 20 de fevereiro de 2015. Seu sucessor não foi anunciado.

## Tecnologia e estrutura
O hardware original do WELL, um VAX 11/750, custou "um quarto de milhão de dólares e exigia um armário cheio de linhas telefônicas e modems". O principal software de conferência do WELL, o PicoSpan, foi escrito na linguagem de programação C e roda em Unix. PicoSpan foi escrito por Marcus D. Watts para Network Technologies International (NETI). Uma licença para o PicoSpan, em troca de participação na empresa, fez parte do investimento inicial da NETI no WELL (junto ao computador VAX executando a variante mt Xinu do Unix). Em 1996, o WELL começou a também usar e licenciar o software de conferência Engaged, construído sobre o PicoSpan, que fornece uma interface baseada na Web que requer menos conhecimento técnico dos usuários. O Wall Street Journal está entre os sites que usam o Engaged para sua comunidade online.
O sistema de conferência do WELL é organizado em fóruns que refletem os interesses dos membros, incluindo artes, saúde, negócios, regiões geográficas, hobbies, espiritualidade, música, política, jogos, software e muito mais. Esses fóruns, conhecidos como conferências, são supervisionados por anfitriões que orientam as conversas e fazem cumprir as regras de comportamento da conferência. Inicialmente, todos os anfitriões eram selecionados por funcionários do WELL. Em 1995, Gail Ann Williams passou a permitir fóruns criados por usuários. Os participantes podem criar suas próprias conferências independentes - visualizáveis por qualquer membro ou com visualização restrita - sobre qualquer assunto que desejarem, com as regras que desejarem. Algumas conferências "privadas em destaque" ou "privadas independentes" (como "Women on the WELL" e "Recovery") estão listadas no diretório do WELL e membros podem solicitar admissão a elas. Dentro das conferências, os membros logados podem ver o nome real do autor de cada postagem. A intenção é promover uma comunidade mais íntima com "pessoas que assumem a responsabilidade por suas opiniões, obsessões, insights, tolices e eventuais gafes".
Mulheres formam uma porcentagem significativa dos usuários do WELL - cerca de 40% - e desempenham papéis de liderança.
Inicialmente, em 1985, o WELL era um bulletin board system (BBS) dial-up influenciado pelo EIES. O acesso era via modem e linha telefônica, então, quando a internet abriu para o tráfego comercial na década de 1990, o WELL se tornou um dos primeiros ISPs de gateway dial-up. Com o tempo, a tecnologia da web evoluiu e o suporte para acesso discado foi abandonado. Hoje os usuários acessam o WELL via SSH ou web.
Além de seus serviços de conferência, o WELL também forneceu acesso ao sistema operacional Unix para pessoas que não tinham acesso a uma rede de computadores institucional ou corporativa, e a equipe de gestão encorajava membros a criar e compartilhar ferramentas Unix. Isso foi descrito pelo gerente de comunidade John Coate como uma expressão do que mais tarde seria chamado de "cultura maker". Refletindo sobre essa época em 1993, Howard Rheingold disse que esses fatores faziam do WELL um ambiente atraente a "jovens magos da computação".

## Políticas e governança
Muitos dos primeiros escritos sobre o WELL enfatizam a experimentação com formas utópicas de autogoverno em uma comunidade online. Kevin Kelly lembra que o objetivo original era que o WELL fosse barato, aberto, autogovernado e autoprojetado. Cliff Figallo escreve que "o exercício das liberdades de expressão e de reunião na interação online está entre os usos mais significativos e importantes de redes eletrônicas" e que esperava que que o WELL pudesse oferecer uma alternativa aos "shoppings eletrônicos" voltados apenas para o consumo.
A comunidade se viu fortemente abalada em 1990, quando um membro popular e ativo apagou todas as suas postagens e depois se suicidou, apesar das tentativas de outros membros de entrar em contato com ele. Alguns anos depois, dois membros que na vida real estavam em um relacionamento conturbado postaram sobre isso em várias conferências, o que ocasionou rupturas e chegou a se tornar um dispositivo narrativo central para o livro da jornalista Katie Hafner sobre o WELL. “Pessoas que tinham que viver juntas, pois eram todas veteranas dependentes do mesmo espaço social, acabaram não gostando umas das outras”, escreveu Howard Rheingold. Em seu ensaio de 1994, “Pandora's Vox”, Carmen Hermosillo, membro do WELL, observou que ao postar seus pensamentos e sentimentos de forma a permitir que uma plataforma online lucrasse com eles, "eu me mercantilizei". No entanto, durante um painel na Conferência sobre Fatores Humanos em Sistemas de Computação de 1994, Figallo relatou que "encorajar a formação de grupos centrais de usuários com o desejo em comum de minimizar perturbações sociais" era uma maneira bem-sucedida de promover a discussão livre sem necessidade de intervenções excessivas da gestão. Em uma entrevista de 2007 para a Rolling Stone, Stewart Brand disse: "As comunidades intencionais falharam, as drogas não levaram a lugar nenhum, o amor livre levou diretamente à AIDS. … Mas a abordagem da contracultura aos computadores – que era de grande engenhosidade e entusiasmo, e grande desinteresse no que corporações ou o governo propunham para os seus problemas – rendeu grandes frutos e levou, em grande parte, à Internet e a revolução online."
O acordo para membros original, elaborado por Stewart Brand, era "You Own Your Own Words" ou "YOYOW". Gail Ann Williams lembra que havia interpretações diferentes para a frase: em uma época de incerteza sobre como as leis do mundo real se aplicavam ao conteúdo online, Brand pretendia colocar a responsabilidade legal por postagens nos indivíduos que as escreviam. Porém, “muitos entenderam isso como sendo sobre propriedade, sobre direitos autorais, e outros acharam que significava que você tem que assumir o que diz, se você disser algo terrível, não vai desaparecer, você vai ter que lidar com o que disse." O acordo atual afirma que membros retêm tanto os direitos como a responsabilidade sobre o que postam. Membros também podem excluir suas postagens quando quiserem, mas a localização e autoria de postagens excluídas permanecem registradas.

## Impacto cultural

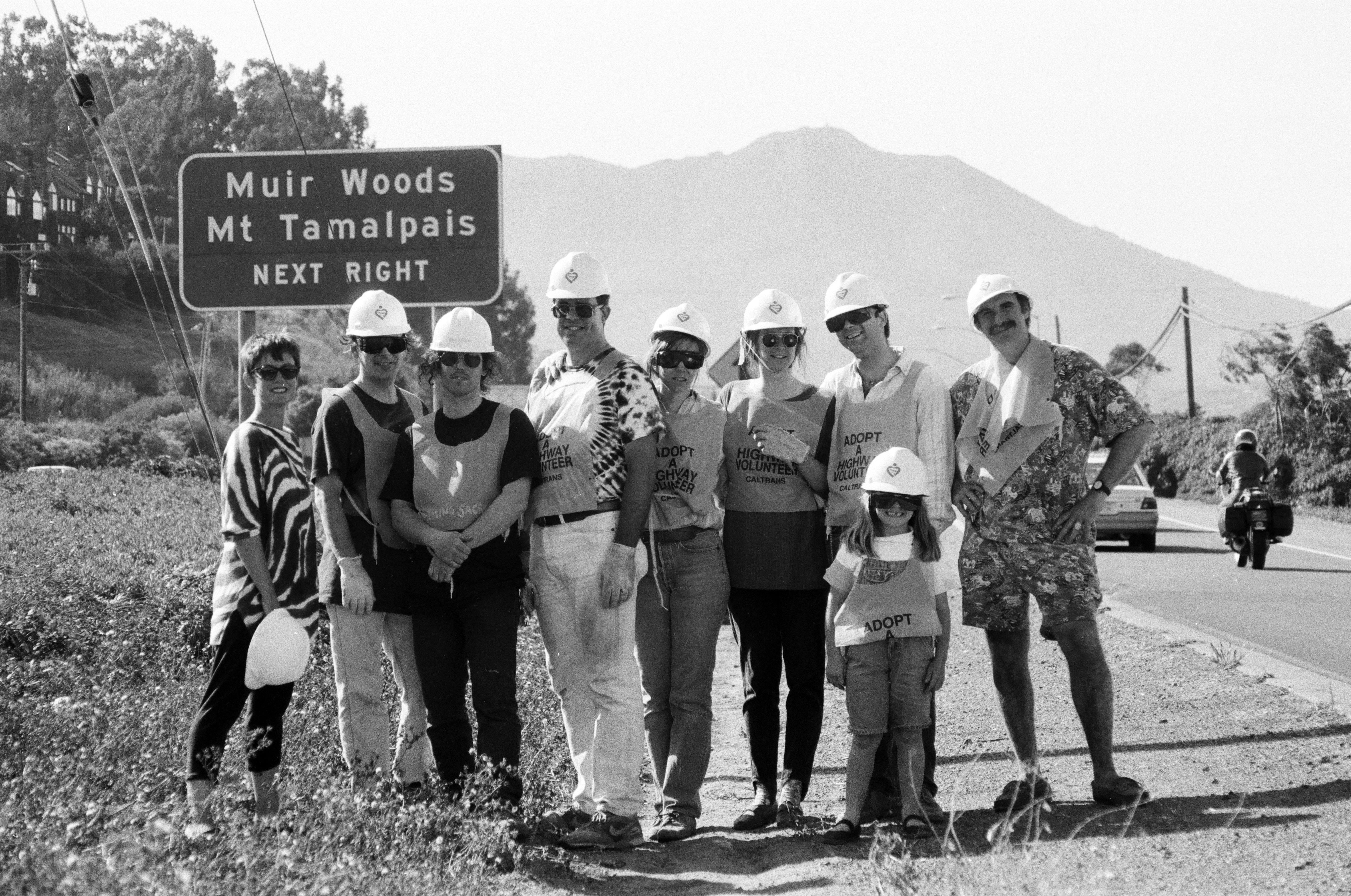
Usuários do WELL após um dia replantando parte da beira da estrada perto do escritório do WELL

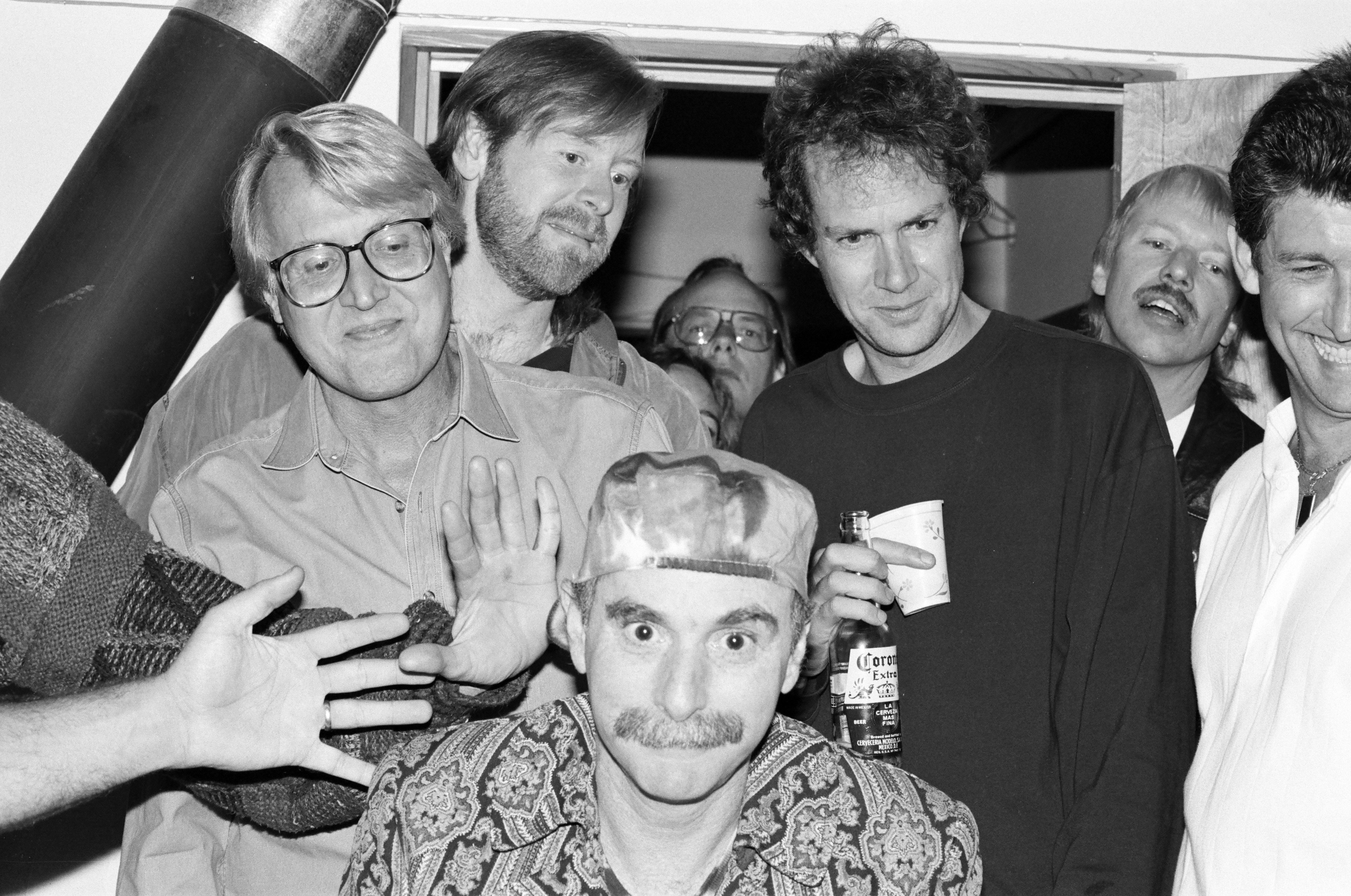
Howard Rheingold, à frente, e outros membros do WELL em uma "festa do escritório" em 20 de setembro de 1991

A influência do WELL na cultura online é significativa, como observado, entre outros, no artigo de Katie Hafner de 1997, "The Epic Saga of the WELL".  Howard Rheingold ressalta que Steve Case (AOL) e Craig Newmark (Craigslist) eram membros do WELL antes de fundar suas empresas.
Reuniões presenciais são uma faceta importante da cultura do WELL. Festas mensais chamadas WELL Office Parties começaram em setembro de 1986 e continuaram por anos, na região da Baía de San Francisco e em outros lugares. Refletindo sobre os primeiros anos do WELL, o jornalista Jon Carroll escreve: "De repente estávamos nos reunindo para cozinhar chilli e assistir esportes e comer brunch e cantar à noite... ."

### The Berkeley Singthing
O "Berkeley Singthing", um encontro para tocar e cantar música pop, é talvez o mais antigo dos encontros presenciais dos membros do WELL. Começou em 1991 e foi nomeado segundo a conferência Berkeley no WELL, na qual foi originalmente organizado. É uma das muitas maneiras através das quais membros do WELL mantêm contato no mundo físico.

### "AOL for Deadheads"
A socióloga Rebecca Adams observou que "Deadheads [fãs da banda Grateful Dead] foram pioneiros eletrônicos muito antes de se tornar moda usar a Internet ou povoar a World Wide Web". Há fóruns Usenet dedicados ao Grateful Dead anteriores à criação da primeira conferência para Deadheads no WELL, em 1º de março de 1986. O músico David Gans, que na época apresentava um programa com música do Grateful Dead em uma estação de rádio de San Francisco, lançou a conferência com Bennett Falk e Mary Eisenhart como co-anfitriões. A criação da conferência levou a um "surto de crescimento" do número de membros do WELL, e nos primeiros anos os Deadheads, que usavam as conferências para fazer planos, trocar fitas ou discutir letras, eram a maior fonte de renda do WELL. Matthew McClure, parte da gestão original do WELL, lembra: "Os Deadheads chegaram e pareciam saber instintivamente como usar o sistema para criar sua comunidade… De repente, nosso futuro parecia garantido." Em 1997, o almanaque do Grateful Dead publicado por Eric F. Wybenga dizia que o WELL "é para os Deadheads o que a AOL é para o americano médio na Internet".

### The Electronic Frontier Foundation
O WELL foi o fórum através do qual o letrista do Grateful Dead, John Perry Barlow, John Gilmore e Mitch Kapor, os fundadores da Electronic Frontier Foundation, se conheceram. Segundo Barlow, a visita de um agente do FBI que investigava um roubo de código da Apple o mostrou o quão pouco a polícia entendia a Internet. Em resposta, a Electronic Frontier Foundation foi formada em 1990 e Mike Godwin, outro membro do WELL, foi contratado como o primeiro advogado da equipe. Barlow e Kapor organizaram a conferência EFF no WELL, na qual se discutia tópicos relacionados à liberdade de expressão e regulamentação da Internet. Godwin ajudou a divulgar falhas em um notório estudo sobre pornografia na Internet, que havia levado a pedidos por novas leis de censura.

### Craigslist
O fundador do Craigslist, Craig Newmark, ingressou no WELL pouco após se mudar para San Francisco em 1993. Ele se sentiu inspirado pelas discussões que viu sobre as possibilidades de comunidade na Internet, bem como por membros que ofereciam seu tempo e ajuda profissional a outros membros sem qualquer remuneração. Em 1995, ele começou a enviar por e-mail, para amigos, listas de eventos e oportunidades de emprego. Mesmo depois dessa lista ser expandida para um LISTSERV público e se tornar uma empresa com fins lucrativos, Newmark afirmava que a via como uma comunidade de confiança, enfatizando: "O objetivo da Internet é conectar pessoas para tornar nossas vidas melhores".

### Salon
A Salon foi fundada após a greve dos jornais de San Francisco em 1994, por um grupo de jornalistas que incluía membros do WELL. "The Well [sic] é onde muitos de nós tivemos nossa primeira experiência online", escreveu o co-fundador da Salon, Scott Rosenberg. "Nos primeiros dias da Salon, em 1995, nós usamos uma conferência privada [no WELL] para planejar nosso lançamento." Em 1998, a Salon contratou Cliff Figallo e a anfitriã de conferência Mary Elizabeth Williams para dirigir sua comunidade online, Table Talk. Depois que a Salon comprou o WELL em 1999, Gail Ann Williams se tornou funcionária da Salon.

### Caso Kevin Mitnick
Em 1995, Tsutomo Shimomura percebeu que parte do seu software que havia sido roubada estava sendo armazeda em uma conta WELL. Ele trabalhou junto à equipe do WELL para rastrear e identificar o hacker Kevin Mitnick como o culpado. O processo foi descrito no livro Takedown que Shimomura escreveu com John Markoff, e em um artigo da Wired extraído do livro.

### Internet e comunidades online na mídia
O WELL foi descrito no início dos anos 1990 como um "posto de escuta para jornalistas", pois tinha membros que escreviam para o New York Times, Business Week, San Francisco Chronicle, Time, Rolling Stone, Byte, Harper's e Wall Street Journal. Essa visibilidade inicial pode ter aumentado graças a uma política de oferecer contas gratuitas a jornalistas e outros trabalhadores da mídia. Jornalistas que escreveram sobre suas experiências no WELL incluem John Seabrook do New Yorker, Katie Hafner do New York Times, Wendy M. Grossman do Guardian, e Jon Carroll do San Francisco Chronicle.

## Diferença entre comunidades virtuais e redes sociais
É comum confundir os termos comunidade virtual e rede social. Uma rede social permite se conectar com pessoas que você já conhece pessoalmente ou já ouviu falar. Facebook e Twitter são redes sociais. Plataformas como LinkedIn e Yammer abrem canais de comunicação entre colegas de trabalho e colegas com profissões semelhantes. Redes sociais funcionam como extensões de comunidades offline, servindo para manter conexões entre conhecidos geograficamente separados. Cada usuário tem sua própria rede de contatos que é sua rede social.
Comunidades virtuais são diferentes, pois usuários não se conectam através de amigos ou experiências em comum. Em comunidades virtuais, grupos podem ser compostos inteiramente por desconhecidos que compartilham um interesse ou uma ideologia.   Usuários contribuem para sua manutenção pois querem contribuir para uma comunidade que, em troca, lhes traz informações que eles valorizam. Yelp, YouTube e Wikipédia são exemplos de comunidades virtuais. No WELL, o foco na troca voluntária de informações se observa na política de tornar usuários responsáveis por e proprietários do conteúdo que postam, uma regra criada para impedir que informações fossem protegidas sob copyright e mercantilizadas.